# Add It Up (1981–1993)
Add It Up (1981-1993) är Violent Femmes andra samlingsalbum som släpptes den 14 september 1993.

## Låtlista
1. Intro
2. Waiting for the Bus
3. Blister in the Sun
4. Gone Daddy Gone
5. Gordon's Message
6. Gimme the Car
7. Country Death Song
8. Black Girls
9. Jesus Walking on the Water
10. 36-24-36
11. I Held Her in My Arms
12. I Hate the TV
13. America Is
14. Old Mother Reagan
15. Degradation
16. Dance, Motherfucker, Dance
17. Lies (live)
18. American Music
19. Out the Window
20. Kiss Off (live)
21. Add It Up (live)
22. Vancouver (live)
23. Johnny (live)